# Mercatus Center
Le Mercatus Center de l'Université George Mason (GMU) des États-Unis est think tank américain d'orientation de marché (en anglais : market-oriented) à but non lucratif axée sur la recherche, l'éducation et la réflexion. Ce projet est composé d'experts politiques, de lobbyistes et de représentants du gouvernement pour relier les apprentissages scolaires et la pratique réelle. 
 Le chroniqueur du Washington Post Al Kamen a décrit Mercatus comme un « centre strictement opposé aux restrictions réglementaires anticoncurrentielles financé dans une large mesure par Koch Industries ».
L'édition 2011 du Global Go To Think Tank Index Report classe le Mercatus Center 8e meilleur think tank affilié à une université et 49e meilleur think tank de son top 50.
L'organisation défend des positions climatosceptiques et exerce un lobbying contre les lois liées à la protection de l’environnement.